# Marlborough (Connecticut)
Marlborough è un comune di 6.267 abitanti degli Stati Uniti d'America, situato nella Contea di Hartford nello Stato del Connecticut.